# George Alhassan
Ne doit pas être confondu avec George Alhassan (en) (1941–2013), footballeur ghanéen des Hearts of Oak ayant participé aux Jeux olympiques 1968.
George Alhassan (né le 11 novembre 1955 à Kumasi), surnommé Jair en référence au Brésilien Jairzinho, est un footballeur ghanéen au poste d'attaquant.

## Biographie
Alhassan faisait partie de l'équipe des Black Stars (l'équipe du Ghana de football) qui a remporté la Coupe d'Afrique des nations en 1978 à domicile. Il fut également meilleur buteur de la Coupe d'Afrique des nations en 1982 (où le Ghana fut vainqueur), avec 4 buts. Il jouait à Great Olympics.

## Palmarès
Great Olympics
- Championnat du Ghana : 1974

FC 105 Libreville
- Championnat du Gabon : 1983
- Coupe du Gabon : 1984

Ghana
- Coupe d'Afrique des nations : 1978, 1982

Distinctions individuelles
- Meilleur buteur de la Coupe d'Afrique des nations : 1982
- Meilleur buteur du championnat du Ghana : 1977, 1985[4]